# Den vilda jakten på Cadillacen
Den vilda jakten på Cadillacen (franska: Le Corniaud) är en fransk-italiensk-spansk komedifilm från 1965 i regi av Gérard Oury.

## Rollista i urval
- Bourvil - Antoine Marechal
- Louis de Funès - Leopold Saroyan
- Venantino Venantini - Mickey
- Henri Génès - Martial
- Beba Lončar - Ursula
- Alida Chelli - Gina
- Lando Buzzanca - Lino